# نترات الصوديوم
نترات الصوديوم  هو مركب كيميائي له الصيغة NaNO3، ويكون على شكل بلورات شفافة عديمة اللون، أو على شكل مسحوق بلوري أبيض.

## الخواص
- تتسيل بلورات نترات الصوديوم نتيجة التماس مع الهواء الرطب، وتنحل بشكل جيد جداً بالماء (حوالي 100 غ / 100 مل ماء)، وذلك مع ملاحظة انخفاض درجة حرارة المحلول. محاليل نترات الصوديوم في الماء معتدلة.
- يتفكك مركب نترات الصوديوم بالتسخين بدءاً من 380°س إلى نتريت الصوديوم ثم إلى بيروكسيد الصوديوم، وأخيراً إلى أكسيد الصوديوم.

## التحضير
يتواجد نترات الصوديوم في الطبيعة على شكل ملح حجر تشيلي.
صناعياً يحضر من تفاعل تعديل حمض النيتريك الناتج من أكسدة الأمونيا، وذلك بكربونات الصوديوم حسب المعادلة

## الاستخدامات
- يدخل في صناعة أعواد الثقاب والألعاب النارية والمواد المتفجرة.
- يستخدم في صناعة الأسمدة. الصناعية
- يستخدم في الصناعات الغذائية تحت الرقم E 251، وذلك في مجال حفظ اللحوم، بالإضافة إلى استخدامه في تحضير الجبن وحفظ الأسماك.

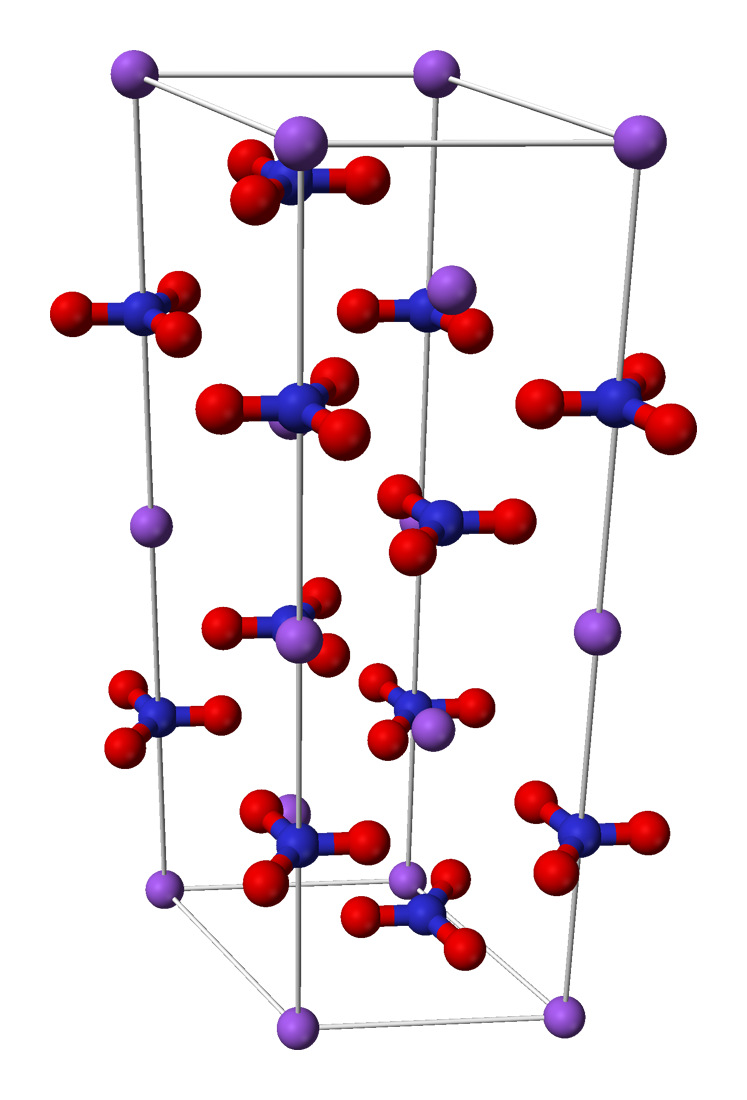
البنية البلورية لبلورات نترات الصوديوم

## اقرأ أيضا
- نتريت
- نترات البوتاسيوم
- حمض النتريك